# ادی پولو
ادی پلو (انگلیسی: Eddie Polo؛ ۱ فوریهٔ ۱۸۷۵ – ۱۴ ژوئن ۱۹۶۱) یک هنرپیشه اهل ایالات متحده آمریکا بود.